# Пиматова, Вера Борисовна
Вера Борисовна Пиматова (31 июля 1990) — российская футболистка, вратарь.

## Биография
В неполные 15 лет впервые была включена в заявку на взрослые соревнования — высшую лигу России 2005 года в составе московского «Чертаново». После вылета «Чертаново» в первый дивизион продолжала играть за команду.
В 2010 году перешла в «Измайлово». Первый матч за команду в высшей лиге сыграла 17 апреля 2010 года против «Кубаночки». Всего в сезоне 2010 года провела 9 матчей в чемпионате России, в основном против аутсайдеров или после выходов на замену.
Позднее снова играла за «Чертаново» в первом дивизионе, а также за любительские московские клубы «Фаворит», «Строгино» и другие.
Неоднократно вызывалась в юниорские и молодёжные сборные России. В официальных матчах выходила на поле на турнире «Кубанская весна»-2009, где провела 6 матчей.
Помимо большого футбола, выступала в пляжном футболе. Участница финальных турниров чемпионата России 2013 года в составе московской «ДЮСШ-75» (3 матча, 2 гола) и 2015 года в составе московского «Спартака» (4 матча).